# Козумельский кривоклювый пересмешник
Козумельский кривоклювый пересме́шник (лат. Toxostoma guttatum) — вид певчих птиц семейства пересмешниковых (Mimidae). Подвидов не выделяют. Эндемик мексиканского острова Косумель, расположенного у побережья Юкатана.

## Таксономия
Козумельский крикливый пересмешник был описан в 1885 году американским орнитологом Робертом Риджуэйем под биноменом Harporhynchus guttatus. Впоследствии рассматривался как подвид рыжего кривоклювого пересмешника (Toxostoma longirostre), но проведённые в 1998 году генетические исследования показали отличия как от рыжего, так и от коричневого (Toxostoma rufum) кривоклювых пересмешников. На этом основании был выделен в отдельный вид.

## Описание
Козумельский крикливый пересмешник достигает длины от 21,5 до 24 см. У взрослых особей макушка, спина, плечи и надхвостье коричневого цвета, нижняя часть спины и надхвостье имеют красноватый оттенок. Кроющие перья крыла теплого коричневого цвета с белыми кончиками, которым предшествует чёрная полоса. Первостепенные и второстепенные маховые перья серовато-коричневые с рыжевато-коричневыми наружными перепонками. Рулевые перья также теплого коричневого цвета. Уздечка и кроющие перья ушей серовато-коричневые в крапинку. Подбородок и горло грязновато-белого цвета с черноватой неполной скуловой полосой. Грудь охристо-белого цвета с чёрными каплевидными пятнами. Брюхо грязновато-белое, бока с крупными чёрными пятнами. Подхвостье охристое, а подкрылья охристо-белые с более тёмными отметинами. Радужная оболочка жёлтая, клюв серовато-коричневый, ноги коричневые с тусклым оттенком. Оперение молодых особей не зафиксировано, но предположительно изменяется с возрастом до окраски взрослых особей, как и у других видов данного рода.
Песня описывается как разнообразная трель, слегка скрипучая, с небольшим количеством повторений.

## Распространение и места обитания
Козумельский крикливый пересмешник является эндемиком острова Косумель. Ведёт преимущественно наземный и скрытный образ жизни, но часто поёт с заметной присады. При опасности может спасается бегством вместо полёта. Предпочитаемыми местами обитания являются лиственные и широколиственные леса вдали от заросших кустарником районов. Однако сообщалось, что раньше он обитал в заросших кустарником лесах и густом подлеске на границе с полями.
Биология не описана.